# The Count (jeu vidéo)
Pour les articles homonymes, voir Count.
The Count un jeu vidéo d’aventure développé par  Scott Adams et publié par Adventure International en 1979 sur TRS-80 avant d’être porté, entre autres, sur Apple II, Atari 8-bit, Commodore PET, Commodore VIC-20, BBC Micro, TI-99/4A et Video Genie. Il s’agit du cinquième jeu d’aventure développé par Scott Adams, après Adventureland, Pirate Adventure, Mission Impossible et Voodoo Castle (en). Le jeu se déroule en Transylvanie à l’intérieur du château du comte Dracula que le joueur a été chargé d’éliminer par les habitants du village voisin. Le joueur débute la partie avec le pieu lui permettant de faire disparaitre le vampire mais après une journée à tenter de le trouver, il finit par s’endormir et à son réveil, son outil a disparu et il découvre deux marques de morsures dans son cou. Une des particularités du jeu réside dans son alternance entre le jour et la nuit, qui préfigure le système des jeux d’Infocom Planetfall (1983) et Enchanter (1983). L’aventure se déroule sur plusieurs jours et le héros doit donc parfois dormir, ce qui laisse à Dracula l’opportunité de s’en prendre à lui. Pendant qu’il dort, le héros fait de plus des rêves étranges, qui peuvent lui donner des indices pour progresser dans le jeu. 